# Ротонда дружбы народов (Полтава)
Рото́нда дру́жбы наро́дов (укр. Ротонда дружби народів) или Бе́лая бесе́дка (укр. Біла альтанка) — колоннада в Полтаве, один из символов города.

## История

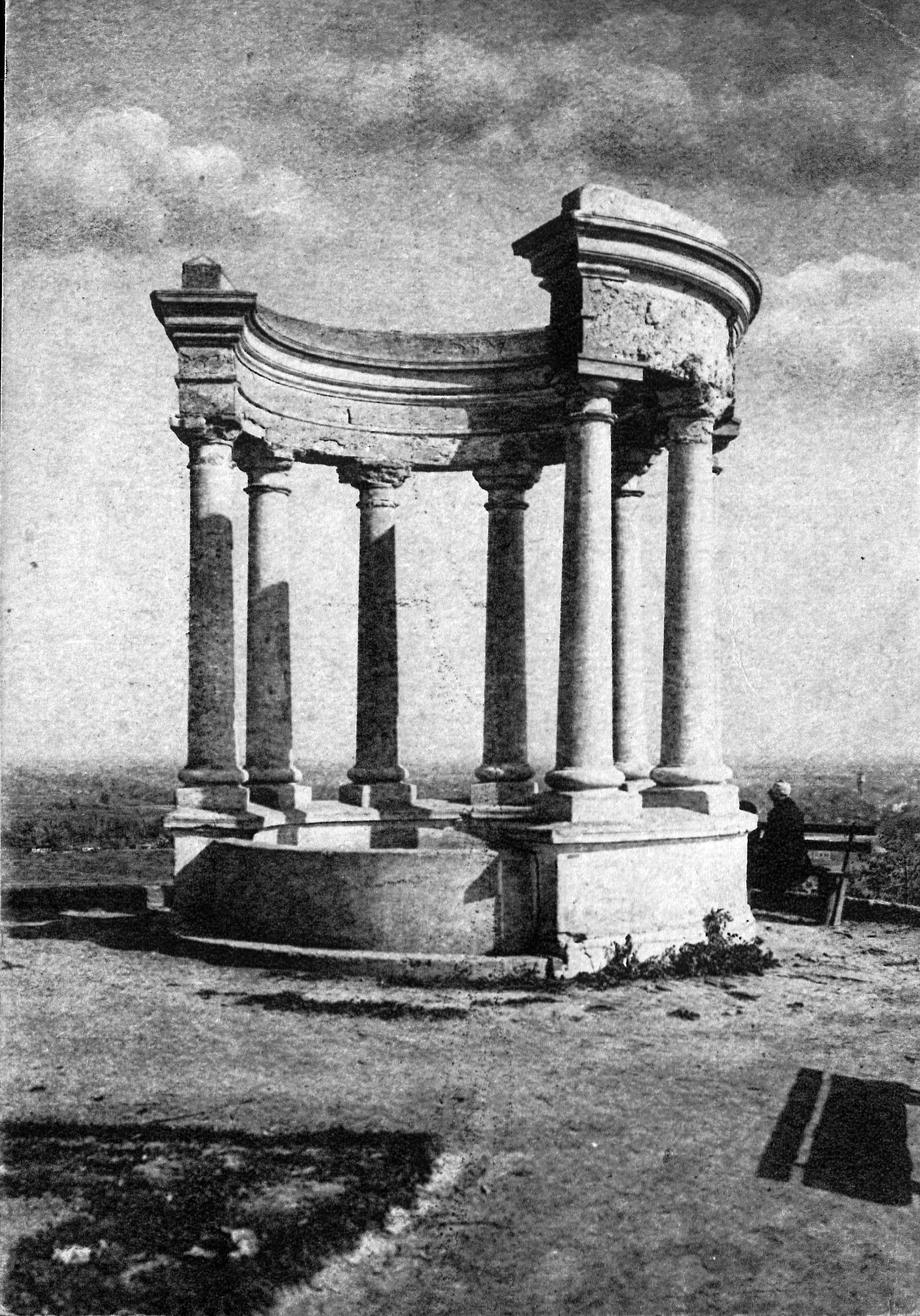
Ротонда до разрушения.

Оригинальная ротонда была построена в 1909 году в честь 200-летия Полтавской битвы на бывшем земляном валу Подольского бастиона Полтавской крепости. Во время Северной войны здесь же, рядом с бастионом, находилась сторожевая башня, где солдаты гарнизона и жители крепости отражали атаки шведов.
В годы немецко-фашистской оккупации Белая беседка была уничтожена — на этом месте немцами был устроен артиллерийский наблюдательный пункт. В 1954 году в честь 300-летия воссоединения Украины с Россией на этом месте была построена похожая по формам Ротонда дружбы народов по проекту архитектора Льва Семеновича Вайнгорта. Текст на ротонде цитировал Гимн Украинской ССР:
Слава Союзу Радянському, слава!

 Слава Вітчизні народів-братів!

 Живи, Україно, радянська державо,

 Возз’єднаний краю на віки-віків!
В 1990-е годы текст был заменён на цитату из Ивана Котляревского:
Де згода в сімействі, де мир і тишина, щасливі там люди, блаженна сторона…

## Расположение
Ротонда расположена в Шевченковском районе Полтавы, на Ивановой горе. Смотровая площадка, где находится ротонда, — одно из наиболее популярных мест для туристов и гостей города. С площадки открывается вид на Подол, на реку Ворскла и Крестовоздвиженский монастырь.
Рядом находится мемориальный камень с высеченными на нём словами из Ипатиевской летописи — документа, в котором в 1174 году впервые встречается упоминание о Полтаве. Также поблизости находится Соборная площадь, Успенский собор и воссозданная по рисункам Тараса Шевченко усадьба Котляревского.

## Общий вид

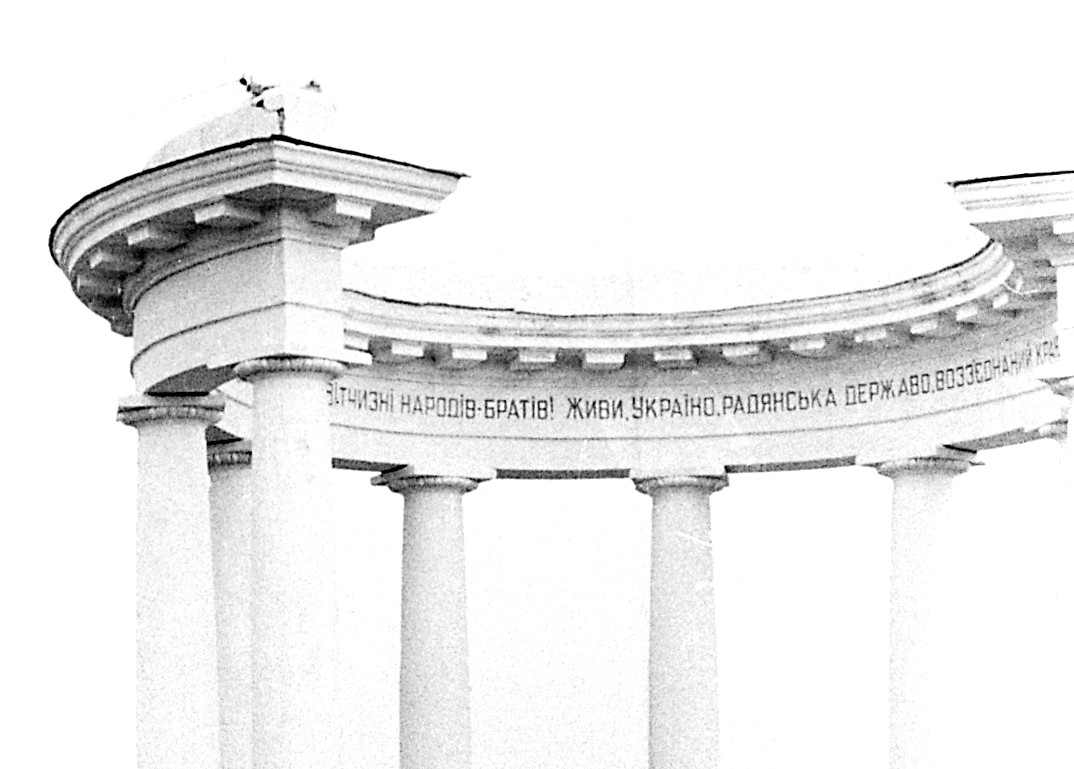
Ротонда с оригинальным текстом

Ротонда представляет собой полукруглую колоннаду с восемью колоннами дорического ордера на стилобате, которые несут развитый антаблемент, завершённый аттиком. В 2008 году, ко дню города, ротонда была оснащена светодиодными линейными лампами с чередованием оттенков. Общее количество возможных оттенков — около 256 тысяч. Когда в городе включается ночное освещение, каждый час под ротондой начинается свето-звуковое представление, длящееся 15 минут. Система разрабатывалась во французском городе Лионе.